# Pallamano Trieste 2017-2018
Questa pagina raccoglie i dati riguardanti la Pallamano Trieste nelle competizioni ufficiali della stagione 2017-2018.

## Mercato

### Sessione estiva
| Acquisti | Acquisti            | Acquisti           | Acquisti   | Acquisti |
| R.a      | Nome                | da                 | Modalità   |          |
| -------- | ------------------- | ------------------ | ---------- | -------- |
| TS       | Sergio Crespo Diego | BM Torrelavega     | definitivo |          |
| AS       | Emanuele Tocchetto  | Oderzo             | definitivo |          |
| TS       | Julian Bragagnolo   | Ferro Carril Oeste | prestito   |          |
| TS       | Carlos Ruiz Remirez | svincolato         | definitivo |          |

| Cessioni | Cessioni             | Cessioni   | Cessioni    | Cessioni |
| R.       | Nome                 | a          | Modalità    |          |
| -------- | -------------------- | ---------- | ----------- | -------- |
| C        | Jan Radojkovic       | SC Meran   | definitivo  |          |
| C        | Michele Oveglia      | svincolato | risoluzione |          |
| TS       | Kevin Anici          | svincolato | risoluzione |          |
| AD       | Luca Bellomo         | svincolato | risoluzione |          |
| TD       | Dalibor Djordjijevic | HC Kazma   | definitivo  |          |

## Rosa

### Giocatori
| N° | Naz.                 | Ruolo | Sportivo              | Anno |  |  |
| -- | -------------------- | ----- | --------------------- | ---- |  |  |
| 1  | Italia (bandiera)    | P     | Luca Doronzo          | 1997 |  |  |
| 12 | Italia (bandiera)    | P     | Diego Modrusan        | 1980 |  |  |
| 16 | Italia (bandiera)    | P     | Thomas Postogna       | 1993 |  |  |
| 2  | Italia (bandiera)    | A     | Leonardo Allia        | 1999 |  |  |
| 3  | Argentina (bandiera) | T     | Julian Bragagnolo     | 1997 |  |  |
| 4  | Italia (bandiera)    | A     | Jacopo Muran          | 1990 |  |  |
| 5  | Italia (bandiera)    | T     | Gianni Sodomaco       | 2000 |  |  |
| 7  | Italia (bandiera)    | T     | Luca Sandrin          | 1999 |  |  |
| 9  | Italia (bandiera)    | PV    | Alex Pernic           | 1992 |  |  |
| 10 | Spagna (bandiera)    | T     | Sergio Crespo Diego   | 1995 |  |  |
| 11 | Italia (bandiera)    | A     | Emanuele Tocchetto    | 1994 |  |  |
| 13 | Italia (bandiera)    | PV    | Massimiliano Di Nardo | 1992 |  |  |
| 14 | Italia (bandiera)    | A     | Andrea Carpanese      | 1982 |  |  |
| 15 | Italia (bandiera)    | T     | Giacomo Hrovatin      | 2002 |  |  |
| 19 | Italia (bandiera)    | A     | Marco Visintin        | 1982 |  |  |
| 22 | Italia (bandiera)    | T     | Erik Udovicic         | 1995 |  |  |
|    | Spagna (bandiera)    | T     | Carlos Ruiz Remirez   | 1995 |  |  |

### Staff
- Allenatore:  Giorgio Oveglia
- Vice-Allenatore:  Davide Nait
- Preparatore atletico:  Sergey Sain
- Massaggiatore:  Enzo Gianlorenzi

## Risultati

### Serie A

#### Stagione Regolare

##### Girone d'andata
| Trieste 16 settembre 2017 | Trieste | 21 – 21 | Brixen |  |

| Appiano sulla strada del vino 23 settembre 2017 | Eppan | 21 – 22 | Trieste |  |

| Trieste 30 settembre 2017 | Trieste | 20 – 23 | Pressano |  |

| Cassano Magnago 14 ottobre 2017 | Cassano Magnago | 17 – 29 | Trieste |  |

| Malo 21 ottobre 2017 | Malo | 24 – 25 | Trieste |  |

| Trieste 28 ottobre 2017 | Trieste | 26 – 17 | Molteno |  |

| Mezzocorona 4 novembre 2017 | Mezzocorona | 17 – 19 | Trieste |  |

| Trieste 11 novembre 2017 | Trieste | 24 – 28 | Bozen |  |

| Merano 18 novembre 2017 | Black Devils | 25 – 28 | Trieste |  |

##### Girone di ritorno
| Bressanone 3 dicembre 2016 | Brixen | 34 – 26 | Trieste |  |

| Trieste 2 dicembre 2017 | Trieste | 24 – 23 | Eppan |  |

| Lavis 9 dicembre 2017 | Pressano | 25 – 23 | Trieste |  |

| Trieste 16 dicembre 2017 | Trieste | 24 – 26 | Cassano Magnago |  |

| Trieste 23 dicembre 2017 | Trieste | 33 – 27 | Malo |  |

| Molteno 20 gennaio 2018 | Molteno | 30 – 32 | Trieste |  |

| Trieste 27 gennaio 2018 | Trieste | 28 – 20 | Mezzocorona |  |

| Bolzano 3 febbraio 2018 | Bozen | 28 – 21 | Trieste |  |

| Trieste 10 febbraio 2018 | Trieste | 31 – 25 | Black Devils |  |

#### Poule promozione
| Trieste 24 febbraio 2018 | Trieste | 29 – 25 | Albatro Siracusa |  |

| Padova 3 marzo 2017 | Oriago | 22 – 22 | Trieste |  |

| Trieste 10 marzo 2018 | Trieste | 27 – 23 | Cologne |  |

| Trieste 17 marzo 2018 | Trieste | 36 – 32 | Brixen |  |

| Fondi 24 marzo 2018 | Fondi | 28 – 26 | Trieste |  |

| Siracusa 31 marzo 2018 | Albatro Siracusa | 24 – 25 | Trieste |  |

| Trieste 14 aprile 2018 | Trieste | 25 – 25 | Oriago |  |

| Cologne 21 aprile 2018 | Cologne | 28 – 28 | Trieste |  |

| Bressanone 28 aprile 2018 | Brixen | 28 – 23 | Trieste |  |

| Trieste 28 aprile 2018 | Trieste | 31 – 19 | Fondi |  |

### Coppa Italia

#### Quarti di finale
| Conversano 16 febbraio 2017 | Conversano | 28 – 21 | Trieste |  |

#### Placement Round Semifinale
| Conversano 17 febbraio 2017 | Junior Fasano | 30 – 24 | Trieste |  |

#### Placement Round Finale 7º posto
| Conversano 18 febbraio 2017 | Trieste | 25 – 23 | Cingoli |  |

## Classifiche

### Stagione regolare
|  | Pos. | Squadra         | Pt | G  | V  | N | S  | GF  | GS  | D    | Note                              |
|  | ---- | --------------- | -- | -- | -- | - | -- | --- | --- | ---- | --------------------------------- |
|  | 1.   | Bozen           | 33 | 18 | 16 | 1 | 1  | 554 | 432 | +122 | Qualificato ai playoff scudetto   |
|  | 2.   | Pressano        | 28 | 18 | 13 | 2 | 3  | 429 | 391 | +38  | Qualificato ai playoff scudetto   |
|  | 3.   | Trieste         | 23 | 18 | 11 | 1 | 6  | 456 | 431 | +25  | Qualificato alla Poule Promozione |
|  | 4.   | Brixen          | 22 | 18 | 9  | 4 | 5  | 503 | 458 | +45  | Qualificato ai Poule Promozione   |
|  | 5.   | Cassano Magnago | 20 | 18 | 9  | 2 | 7  | 421 | 413 | +8   | Playout                           |
|  | 6.   | Black Devils    | 17 | 18 | 8  | 1 | 9  | 459 | 443 | +16  | Playout                           |
|  | 7.   | Eppan           | 16 | 18 | 8  | 0 | 10 | 420 | 452 | -32  | Playout                           |
|  | 8.   | Malo            | 12 | 18 | 6  | 0 | 12 | 440 | 486 | -46  | Playout                           |
|  | 9.   | Mezzocorona     | 5  | 18 | 2  | 1 | 15 | 381 | 461 | -80  | Playout                           |
|  | 10.  | Molteno         | 4  | 18 | 2  | 0 | 16 | 419 | 515 | -96  | Playout                           |

### Poule promozione
|  | Pos. | Squadra          | Pt | G  | V | N | S | GF  | GS  | D   | Note       |
|  | ---- | ---------------- | -- | -- | - | - | - | --- | --- | --- | ---------- |
|  | 1.   | Brixen           | 15 | 10 | 7 | 1 | 2 | 287 | 253 | +34 | Promozione |
|  | 2.   | Trieste          | 13 | 10 | 5 | 3 | 2 | 271 | 253 | +18 | Promozione |
|  | 3.   | Albatro Siracusa | 10 | 10 | 5 | 0 | 5 | 259 | 242 | +17 | Promozione |
|  | 4.   | Cologne          | 10 | 10 | 4 | 2 | 4 | 229 | 253 | -24 | Playout    |
|  | 5.   | Oriago-Padova    | 7  | 10 | 1 | 5 | 4 | 234 | 248 | -14 | Playout    |
|  | 6.   | Fondi            | 5  | 10 | 2 | 1 | 7 | 231 | 261 | -30 | Playout    |

## Statistiche

### Individuali

#### Classifica marcatori
| N. | Giocatore             | Reti |
| -- | --------------------- | ---- |
| 22 | Erik Udovicic         | 195  |
| 10 | Sergio Crespo Diego   | 162  |
| 19 | Marco Visintin        | 76   |
| 14 | Andrea Carpanese      | 71   |
| 9  | Alex Pernic           | 53   |
| 7  | Luca Sandrin          | 42   |
| 13 | Massimiliano Di Nardo | 38   |
| 4  | Jacopo Muran          | 37   |
| 5  | Giacomo Hrovatin      | 15   |
| 15 | Lorenzo Dovgan        | 15   |
| 2  | Leonardo Allia        | 12   |
| 20 | Gianni Sodomaco       | 6    |
| 16 | Thomas Postogna       | 1    |
| 11 | Emanuele Tocchetto    | 1    |
| 18 | Andrea Baragona       | 1    |